# Serie Radeon R100
La Radeon R100 es la primera generación de chips gráficos Radeon de ATI Technologies. La línea cuenta con aceleración 3D basada en Direct3D 7.0 y OpenGL 1.3, y todas las versiones, excepto las de nivel de entrada, descargan los cálculos de la geometría del host a un motor de transformación e iluminación (T&L) de hardware, una mejora importante en las características y el rendimiento en comparación con el diseño anterior de Rage. Los procesadores también incluyen aceleración GUI 2D, aceleración de video y múltiples salidas de pantalla. "R100" se refiere al nombre en clave de desarrollo de la GPU lanzada inicialmente de la generación. Es la base para una variedad de otros productos exitosos.

## Desarrollo

### Arquitectura
La GPU Radeon de primera generación se lanzó en 2000 e inicialmente se denominó en código Rage 6 (más tarde R100), como sucesora de la envejecida Rage 128 Pro de ATI, que no pudo competir con la GeForce 256. La tarjeta también se había descrito como Radeon 256 en los meses previos a su lanzamiento, posiblemente para establecer comparaciones con la tarjeta Nvidia de la competencia, aunque el apodo se eliminó con el lanzamiento del producto final.
El R100 se construyó con un proceso de fabricación de semiconductores de 180 nm. Al igual que la GeForce, la Radeon R100 presentaba un motor de transformación e iluminación (T&L) de hardware para realizar cálculos de geometría, liberando la CPU de la computadora host. En la representación 3D, el procesador puede escribir 2 píxeles en el búfer de fotogramas y muestrear 3 mapas de textura por píxel por reloj. Esto se conoce comúnmente como una configuración 2×3 o un diseño de tubería doble con 3 TMU por tubería. En cuanto a los competidores de Radeon, la GeForce 256 es 4×1, GeForce2 GTS es 4×2 y 3dfx Voodoo 5 5500 es un diseño SLI 2×1+2×1. Desafortunadamente, la tercera unidad de textura no tuvo mucho uso en los juegos durante la vida útil de la tarjeta porque el software no realizaba con frecuencia más que texturas duales.
En términos de renderizado, su arquitectura "Pixel Tapestry" permitía la compatibilidad con el Mapeo de relieve mapeado en el entorno (EMBM) y el Mapeo de relieve de producto de punto (Dot3), ofreciendo el soporte de Mapeo de relieve más completo en ese momento junto con el antiguo método Emboss. Radeon también presentó una nueva tecnología de reducción de sobregiro y optimización del ancho de banda de la memoria llamada HyperZ . Básicamente mejora la eficiencia general de los procesos de renderizado 3D. Consta de 3 funciones diferentes, permite que Radeon funcione de manera muy competitiva en comparación con los diseños de la competencia con tasas de llenado y ancho de banda más altos en papel.
ATI produjo una demostración en tiempo real para su nueva tarjeta, para mostrar sus nuevas características. La demostración de Radeon's Ark presenta un entorno de ciencia ficción con un uso intensivo de características como múltiples capas de textura para efectos de imagen y detalles. Entre los efectos se encuentran mapas de relieve mapeados en el entorno, texturas detalladas, reflejos de vidrio, espejos, simulación de agua realista, mapas de luz, compresión de texturas, superficies reflectantes planas y visibilidad basada en portal.
En términos de rendimiento, Radeon obtiene una puntuación más baja que GeForce2 en la mayoría de los puntos de referencia, incluso con HyperZ activado. La diferencia de rendimiento fue especialmente notable en color de 16 bits, donde tanto la GeForce2 GTS como la Voodoo 5 5500 estaban muy por delante. Sin embargo, la Radeon podría cerrar la brecha y, en ocasiones, superar a su competidor más rápido, la GeForce2 GTS, en color de 32 bits.
Además del nuevo hardware 3D, Radeon también introdujo el desentrelazado de video por píxel en el motor MPEG-2 compatible con HDTV de ATI.

### Sombreadores de píxeles de R100
Las GPU basadas en R100 tienen una capacidad de sombreado programable con visión de futuro en sus proyectos; sin embargo, los chips no son lo suficientemente flexibles para admitir la especificación Microsoft Direct3D para Pixel Shader 1.1. Una publicación en el foro de un ingeniero de ATI en 2001 aclaró esto:

...antes del lanzamiento final de DirectX 8.0, Microsoft decidió que era mejor exponer las capacidades extendidas de múltiples texturas de RADEON y GeForce{2} a través de las extensiones de SetTextureStageState() en lugar de a través de la interfaz de sombreado de píxeles. Hay varias razones técnicas prácticas para esto. Gran parte de las mismas matemáticas que se pueden hacer con sombreadores de píxeles se pueden hacer a través de SetTextureStageState(), especialmente con las mejoras de SetTextureStageState() en DirectX 8.0. Al final del día, esto significa que DirectX 8.0 expone el 99 % de lo que RADEON puede hacer en su canal de píxeles sin agregar la complejidad de una interfaz de sombreado de píxeles de "0,5".

Además, debe comprender que la frase "shader" es un término gráfico increíblemente ambiguo. Básicamente, los fabricantes de hardware comenzamos a usar mucho la palabra "shader" una vez que pudimos hacer productos de puntos por píxel (es decir, la generación de chips RADEON / GF). Incluso antes de eso, "ATI_shader_op" era nuestra extensión OpenGL de múltiples texturas en Rage 128 (que fue reemplazada por la extensión de múltiples proveedores EXT_texture_env_combine). Quake III tiene archivos ".shader" que usa para describir cómo se encienden los materiales. Estos son solo algunos ejemplos del uso de la palabra sombreador en la industria de los juegos (no importa la industria de producción de películas que utiliza muchos tipos diferentes de sombreadores, incluidos los utilizados por Pixar's RenderMan).

Con el lanzamiento final de DirectX 8.0, el término "sombreador" se ha vuelto más cristalizado en el sentido de que en realidad se usa en la interfaz que los desarrolladores usan para escribir sus programas en lugar de simplemente en la "jerga industrial" general. En DirectX 8.0, hay dos versiones de sombreadores de píxeles: 1.0 y 1.1. (Las versiones futuras de DirectX tendrán sombreadores 2.0, sombreadores 3.0, etc.) Debido a lo que dije anteriormente, RADEON no es compatible con ninguna de las versiones de sombreador de píxeles en DirectX 8.0. Algunos de ustedes modificaron el registro y consiguieron que el controlador exportara un número de versión de sombreado de 1,0 píxeles a 3DMark2001. Esto hace que 3DMark2001 piense que puede ejecutar ciertas pruebas. Seguramente, no deberíamos bloquearnos cuando haga esto, pero está forzando al controlador (filtrado y/o no compatible) por un camino que no debe seguir. El chip no admite sombreadores de 1.0 o 1.1 píxeles, por lo tanto, no verá una representación correcta incluso si no fallamos. El hecho de que exista esa clave de registro indica que hicimos algunos experimentos en el controlador, no que estamos a medio camino de implementar sombreadores de píxeles en RADEON. Los sombreadores de píxeles 1.0 y 1.1 de DirectX 8.0 no son compatibles con RADEON y nunca lo serán. El silicio simplemente no puede hacer lo que se requiere para admitir sombreadores 1.0 o 1.1. Esto también es cierto para GeForce y GeForce2.

## Implementaciones

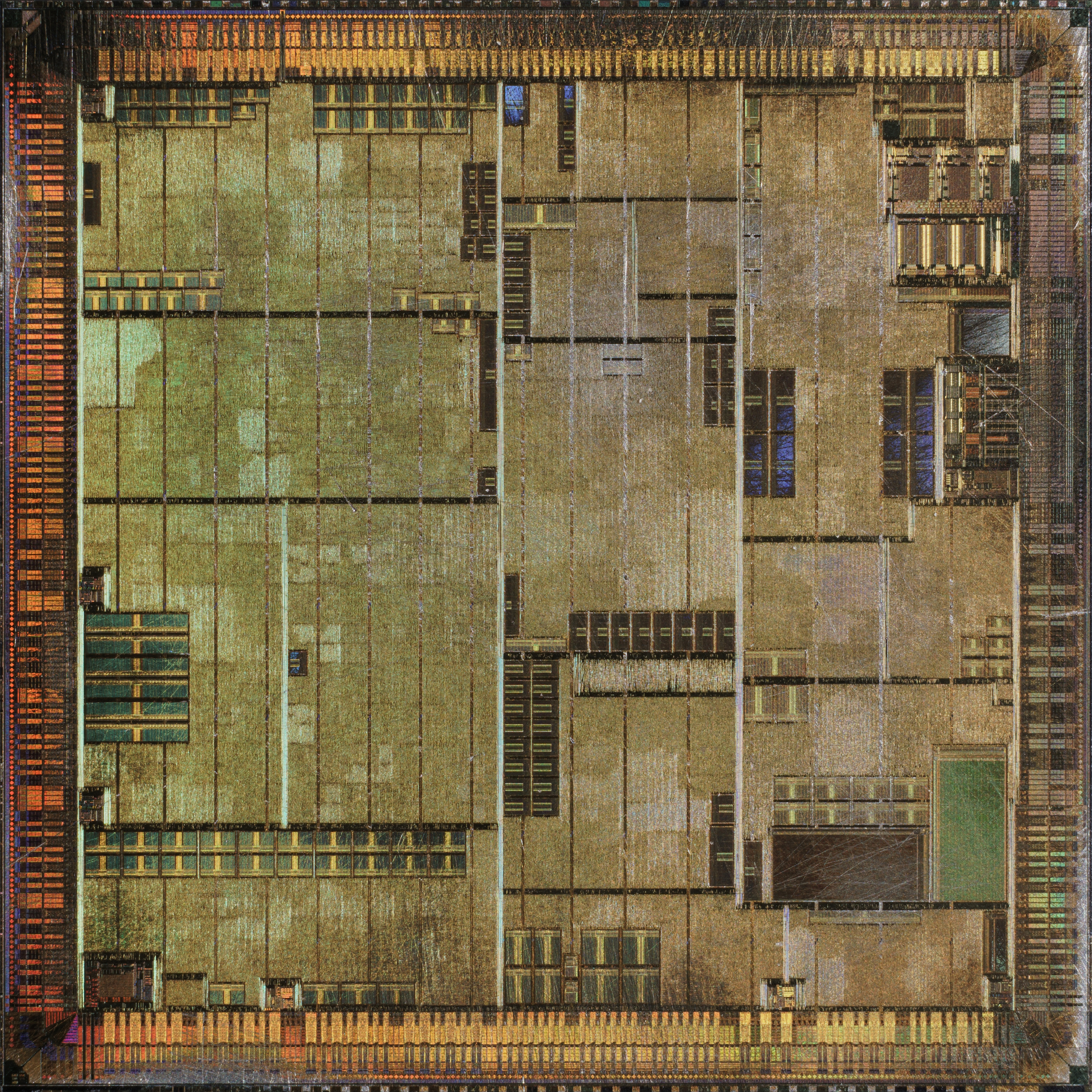
Foto de la R100

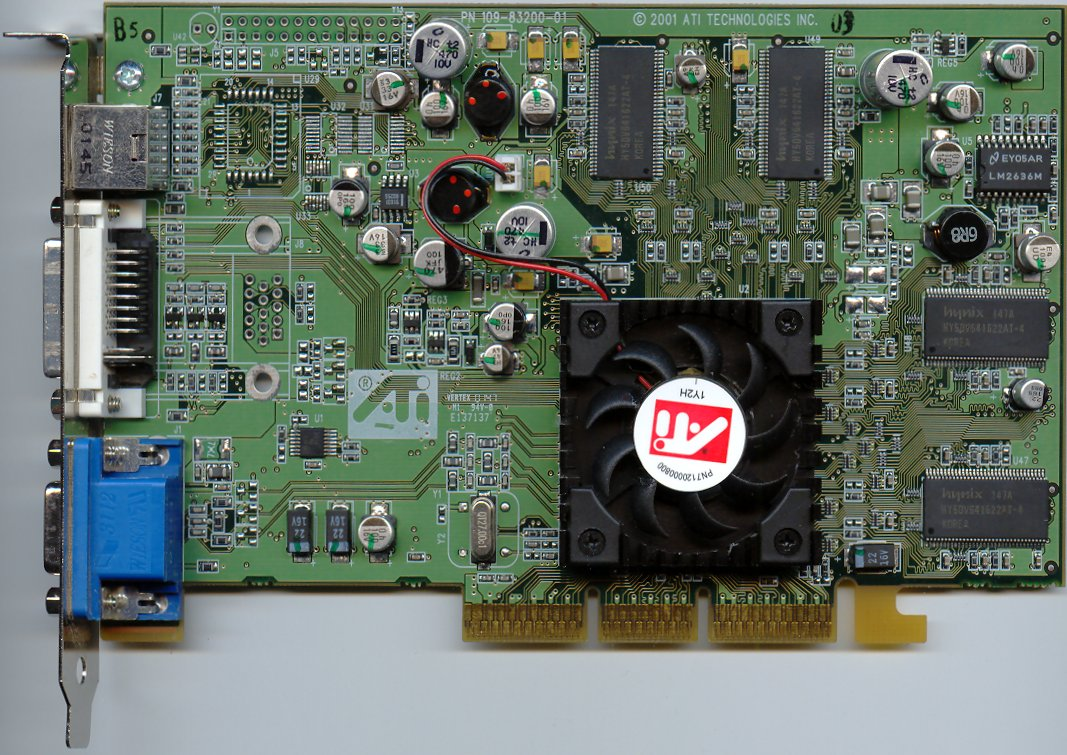
Radeon 7500 (RV200)

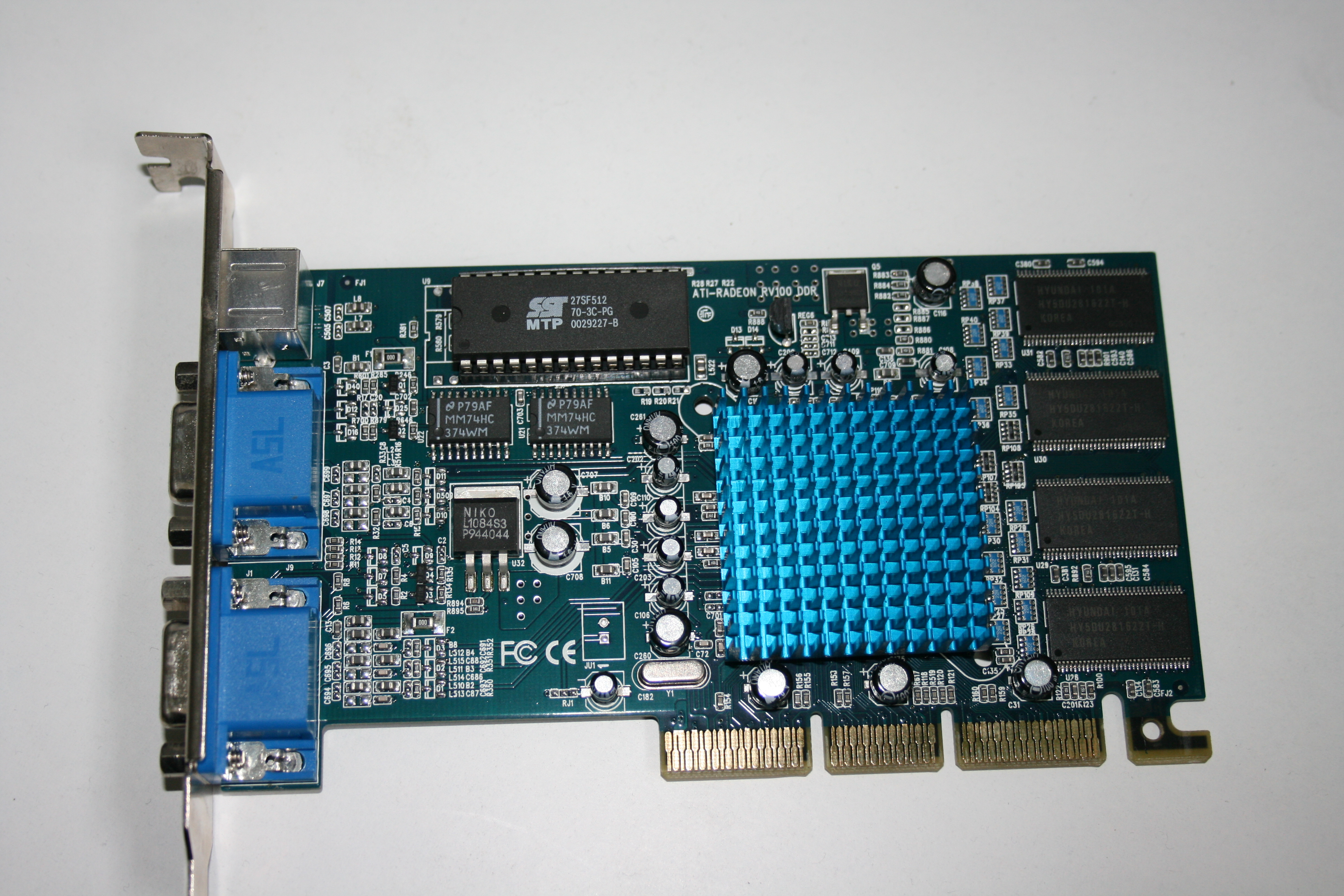
Radeon RV100 DDR

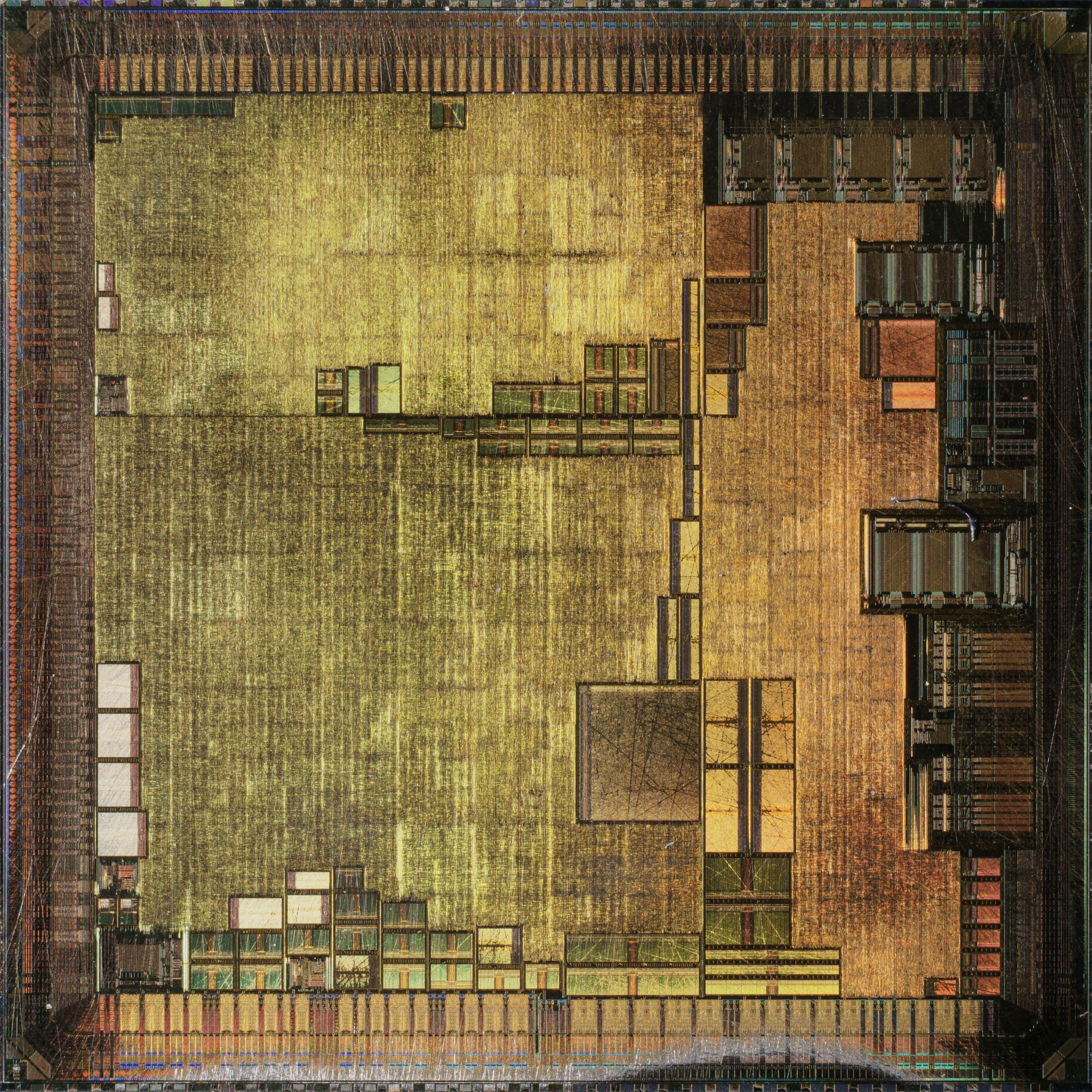
Foto de la RV100

### R100
Las primeras versiones de Radeon (R100) fueron Radeon DDR, disponible en la primavera de 2000 con configuraciones de 32 MB o 64 MB; la tarjeta de 64 MB tenía una velocidad de reloj ligeramente más rápida y agregó la capacidad VIVO (video-in video-out). La velocidad del núcleo era de 183 MHz y la velocidad de reloj de la memoria SDRAM DDR de 5,5 Ns era de 183 MHz DDR (366 MHz efectivos). El R100 introdujo HyperZ, una de las primeras tecnologías de selección (tal vez inspirada en el renderizado de mosaicos presente en los chips PowerVR de St Microelectronics) que se convirtió en el camino a seguir en la evolución gráfica y la optimización de renderizado generación por generación, y puede considerarse el primer renderizado no basado en mosaicos. (y, por lo tanto, compatible con DX7) para usar una optimización Z-Buffer. Estas tarjetas se produjeron hasta mediados de 2001, cuando fueron reemplazadas esencialmente por Radeon 7500 (RV200).
Una Radeon SDR más lenta y de corta duración (con 32 MB de memoria SDRAM) se añadió a mediados de 2000 para competir con la GeForce2 MX .
También en 2000, llegó una Radeon LE de 32 MB DDR solo para OEM. En comparación con la Radeon DDR regular de ATI, la LE es producida por Athlon Micro a partir de GPU Radeon que no cumplían con las especificaciones y originalmente estaba destinada al mercado OEM asiático. La tarjeta se ejecuta en un 143 inferior Velocidad de reloj de MHz para RAM y GPU, y su funcionalidad Hyper Z se ha deshabilitado. A pesar de estas desventajas, Radeon LE fue competitiva con otros contemporáneos como GeForce 2 MX y Radeon SDR. Sin embargo, a diferencia de sus rivales, el LE tiene un potencial de rendimiento considerable, ya que es posible habilitar HyperZ a través de una alteración del registro del sistema, además de que hay un espacio considerable para el overclocking. Los controladores posteriores no diferencian la Radeon LE de otras tarjetas Radeon R100 y el hardware HyperZ está habilitado de forma predeterminada, aunque puede haber anomalías visuales en tarjetas con hardware HyperZ defectuoso.
En 2001, se lanzó una Radeon R100 de corta duración con 64 MB SDR como Radeon 7200. Después de que esta y todas las tarjetas R100 Radeon más antiguas fueran descontinuadas, la serie R100 se conoció posteriormente como Radeon 7200, de acuerdo con el nuevo esquema de nombres de ATI.

### RV100
Se creó una variante económica del hardware R100 y se llamó Radeon VE, más tarde conocida como Radeon 7000 en 2001 cuando ATI cambió la marca de sus productos.
RV100 tiene solo una canalización de píxeles, sin hardware T&L, un bus de memoria de 64 bits y sin HyperZ . Pero agregó soporte para monitor dual HydraVision e integró un segundo RAMDAC en el núcleo (para Hydravision).
Desde el punto de vista del rendimiento 3D, a la Radeon VE no le fue bien frente a la GeForce2 MX de la misma época, aunque su soporte multipantalla fue claramente superior al de la GeForce2 MX. Matrox G450 tiene la mejor compatibilidad con pantalla dual de las GPU, pero el rendimiento 3D más lento.
RV100 fue la base de la solución para portátiles Mobility Radeon.

### RV200
La Radeon 7500 (RV200) es básicamente una matriz retráctil de la R100 en un nuevo proceso de fabricación de 150 nm. La mayor densidad y varios ajustes a la arquitectura permitieron que la GPU funcionara a velocidades de reloj más altas. También permitió que la tarjeta funcionara con una operación de reloj asíncrona, mientras que la R100 original siempre fue sincronizada con la RAM. Fue la primera GPU compatible con Direct3D 7 de ATI en incluir compatibilidad con dos monitores (Hydravision).
La Radeon 7500 se lanzó en la segunda mitad de 2001 junto con la Radeon 8500 (R200). Utilizaba una interfaz 4x de puerto de gráficos acelerados (AGP). En la época en que se anunciaron las Radeon 8500 y 7500, su rival Nvidia lanzó su GeForce 3 Ti500 y Ti200, la 8500 y la Ti500 son competidores directos, pero la 7500 y la Ti200 no lo son.
La placa de escritorio Radeon 7500 venía con frecuencia con un núcleo de 290 MHz y una RAM de 230 MHz. Compitió con la GeForce2 Ti y más tarde, la GeForce4 MX440.

## Chipsets de la competencia
- NVIDIA GeForce 256 y GeForce2
- PowerVR Series 3
- 3dfx Voodoo 5
- S3 Savage 2000